# Sergio Marone
Sérgio Marone (né Sérgio Passarella Marone le 4 février 1981 à São Paulo,  Brésil), est un acteur et mannequin brésilien.

## Biographie
En 2001, il fait ses débuts d'acteur dans la telenovela Estrela-Guia. La même année, il interprète Cecéu dans El clon, une telenovela de Rede Globo.
Depuis le début de novembre 2016, à Alméria en Espagne, Sérgio Marone enregistre le long métrage Jesús de Nazareth produit par José Manuel Brandariz et dirigé par Rafael Lara où il incarne Ponce Pilates aux côtés de Julián Gil qui tient le rôle-titre.

## Filmographie

### Telenovelas
- 2001 : Estrela-Guia : Santiago/ Fernando
- 2001 : Le Clone : Maurício "Cecéu" Valverde
- 2003 : Malhação : Victor Correia Amorin
- 2004 : Como una ola : Rafael "Rafa" Prata
- 2006 : Cobras & Lagartos : Miguel
- 2007 : Paraíso Tropical : Umberto
- 2008 : Casos e Acasos
- 2009 : Caras & Bocas : Nicholas "Nick" Silveira Lontra
- 2011 : Dinosaurios & Robots : Marcos de Sousa
- 2012 : Malhação : Lupe / Lobo
- 2014 : As Canalhas : Cid
- 2014 : Por Isso Eu Sou Vingativa : Augusto
- 2014 : Sexo e as Negas : Enéas
- 2015-2016 : Os Dez Mandamentos : Ramsés

### Films
- 2009 : Flordelis - Basta uma Palavra para Mudar : Alan
- 2016 : Os Dez Mandamentos : Ramsés[4]
- 2019 : Jesus de Nazareth : Poncio Pilatos